# Frank Wilcox
Frank Wilcox (* 13. März 1907 in De Soto, Missouri, USA; † 3. März 1974 in Granada Hills, Kalifornien, USA) war ein US-amerikanischer Film- und Theaterschauspieler.

## Leben und Werk
Geboren in De Soto, wuchs Frank Wilcox in Atchison auf und graduierte 1925 an der dortigen High School. Danach studierte er an der University of Kansas, war aber am Theater in Kansas City sowohl als Schauspieler als auch als Regisseur tätig. Mitte der 1930er Jahre lebte er in Pomona, betrieb dort ein eigenes Geschäft und war am Pasadena Playhouse. Dort wurde er wegen seiner Ähnlichkeit mit Henry Clay von Warner Bros. für den Kurzfilm The Monroe Doctrine verpflichtet.
1939 nahm Warner Bros. ihn unter Vertrag. In den nächsten Jahren spielte der 1,90 Meter große Frank Wilcox viele kleinere Rollen, wie korrupte Banker oder zwielichtige Anwälte, unter anderem in Filmen wie Der Herr der sieben Meere, Sergeant York, Sein letztes Kommando oder Liebe in Fesseln, wobei er im Zweiten Weltkrieg in der Navy auf einem Zerstörer diente. Er war weiterhin in zumeist kleineren Rollen in Filmen zu sehen, darunter Tabu der Gerechten, Der Mann, der herrschen wollte, Die größte Schau der Welt, Ein neuer Stern am Himmel, Die zehn Gebote oder Der unsichtbare Dritte und zuletzt 1971 in Die Millionen-Dollar-Ente. Insgesamt trat er in mehr als 150 Filmen auf.
Bereits Anfang der 1950er Jahre hatte Frank Wilcox Auftritte in Fernsehserien. Herauszuheben sind dabei Perry Mason, wo er in acht Gastauftritten jedes Mal einen anderen Richter spielte, oder Die Unbestechlichen, wo er Beecher Asbury, den Vorgesetzten von Elliot Ness, darstellte. Seine in den USA populärste Rolle war aber die des Mr. Brewster in The Beverly Hillbillies.
Frank Wilcox war zudem in der Screen Actors Guild aktiv. 1962 verließ er das Board of Directors der Gewerkschaft. Außerdem war er ein Jahrzehnt lang Ehrenbürgermeister von Granada Hills, einem Stadtteil von Los Angeles, und Miteigentümer eines Restaurants in Encino. Er war zweimal verheiratet, zuerst mit Vivian Elna Wilcox und ab 1953 bis zu seinem Tod mit Joy George. Die beiden hatten drei Töchter. Er starb 1974 und wurde auf dem San Fernando Mission Cemetery beerdigt. Seit 2013 wird in seiner Geburtsstadt De Soto das Frank Wilcox Film Festival veranstaltet.
Frank Wilcox wurde von mehreren Sprechern synchronisiert, unter anderem mehrfach von Curt Ackermann, Siegfried Schürenberg, Friedrich Schoenfelder und Jochen Schröder.

## Filmografie (Auswahl)

### Filme
- 1939: The Monroe Doctrine (Kurzfilm)
- 1939: Die wilden Zwanziger (The Roaring Twenties)
- 1939: Old Hickory (Kurzfilm)
- 1940: The Fighting 69th
- 1940: Teddy the Rough Rider
- 1940: Goldschmuggel nach Virginia (Virginia City)
- 1940: ’Til We Meet Again
- 1940: Tear Gas Squad
- 1940: Gambling on the High Seas
- 1940: Nachts unterwegs (They Drive by Night)
- 1940: Der Herr der sieben Meere (The Sea Hawk)
- 1940: Im Taumel der Weltstadt (City for Conquest)
- 1940: Der Familientyrann (Father Is a Prince)
- 1940: Land der Gottlosen (Santa Fe Trail)
- 1941: Mr. X auf Abwegen (Footsteps in the Dark)
- 1941: Von Stadt zu Stadt (The Wagons Roll at Night)
- 1941: Der Herzensbrecher (Affectionately Yours)
- 1941: Sergeant York
- 1941: The Tanks Are Coming (Kurzfilm)
- 1941: Sein letztes Kommando (They Died with Their Boots On)
- 1942: Der wilde Bill (Wild Bill Hickok Rides)
- 1942: Helden der Lüfte (Captains of the Clouds)
- 1942: Lady Gangster
- 1942: Murder in the Big House
- 1942: Abenteuer in Panama (Across the Pacific)
- 1942: The Hidden Hand
- 1943: Aufstand in Trollness (Edge of Darkness)
- 1943: The North Star
- 1944: Fünf Helden (The Sullivans)
- 1944: Follow the Boys
- 1944: Dr. Wassells Flucht aus Java (The Story of Dr. Wassell)
- 1944: Die Abenteuer Mark Twains (The Adventures of Mark Twain)
- 1945: Konflikt (Conflict)
- 1946: Night Editor
- 1946: The Devil’s Mask
- 1946: Berüchtigt (Notorious)
- 1946: Im Geheimdienst (Cloak and Dagger)
- 1947: Späte Sühne (Dead Reckoning)
- 1947: I Cover Big Town
- 1947: Die Unbesiegten (Unconquered)
- 1947: Liebe in Fesseln (Cass Timberlane)
- 1947: Tabu der Gerechten (Gentleman’s Agreement)
- 1947: Goldenes Gift (Out of the Past)
- 1947: Blondie’s Anniversary
- 1948: Caged Fury
- 1948: Die Glocken von Coaltown (The Miracle of the Bells)
- 1948: Ein Pferd namens October (The Return of October)
- 1948: The Babe Ruth Story
- 1948: Geld oder Liebe (Let’s Live a Little)
- 1949: Blutsfeindschaft (House of Strangers)
- 1949: Frauen um Dr. Corday (The Doctor and the Girl)
- 1949: The Clay Pigeon
- 1949: Konterbande (South of St. Louis)
- 1949: Leicht französisch (Slightly French)
- 1949: Malaya
- 1949: Der Mann, der herrschen wollte (All the King’s Men)
- 1949: Ein Mann wie Sprengstoff (The Fountainhead)
- 1949: Masked Raiders
- 1949: The Mysterious Desperado
- 1949: Samson und Delilah (Samson and Delilah)
- 1949: Verlorenes Spiel (East Side, West Side)
- 1950: Ein charmanter Flegel (Key to the City)
- 1950: Verfemt (The Kid from Texas)
- 1950: Blondie’s Hero
- 1950: Duell in der Manege (Annie Get Your Gun)
- 1950: Den Morgen wirst du nicht erleben (Kiss Tomorrow Goodbye)
- 1950: Frauengeheimnis (Three Secrets)
- 1950: Seine Frau hilft Geld verdienen (The Fuller Brush Girl)
- 1950: Nancy geht nach Rio (Nancy Goes to Rio)
- 1950: Mister 880
- 1951: Die Ehrgeizige (Payment on Demand)
- 1951: Go for Broke!
- 1951: Reiter gegen Sitting Bull (Cavalry Scout)
- 1951: As Young as You Feel
- 1951: Mississippi-Melodie (Show Boat)
- 1952: Die größte Schau der Welt (The Greatest Show on Earth)
- 1952: Trail Guide
- 1952: Sein großer Kampf (Flesh and Fury)
- 1952: Die Maske runter (Deadline – U.S.A.)
- 1952: An der Spitze der Apachen (The Half-Breed)
- 1952: Scaramouche, der galante Marquis (Scaramouche)
- 1952: Carrie
- 1952: Gier nach Gold (The Raiders)
- 1952: Wildes Blut (Ruby Gentry)
- 1952: Schüsse in New Mexico (The Duel at Silver Creek)
- 1952: Feuertaufe Invasion (Thunderbirds)
- 1952: Der Schatz im Canyon (The Treasure of Lost Canyon)
- 1953: Die Welt gehört ihm (The Mississippi Gambler)
- 1953: War es die große Liebe? (The Story of Three Loves)
- 1953: Invasion vom Mars (Invaders from Mars)
- 1953: Der Mann vom Alamo (The Man from the Alamo)
- 1953: Those Redheads From Seattle
- 1953: Drei aus Texas (Three Young Texans)
- 1954: Ein neuer Stern am Himmel (A Star Is Born)
- 1954: Schwaches Alibi (Naked Alibi)
- 1955: Carolina Cannonball
- 1955: Das Komplott (Trial)
- 1955: Verdammt zum Schweigen (The Court-Martial of Billy Mitchell)
- 1956: Nur Du allein (Never Say Goodbye)
- 1956: Viva Las Vegas (Meet Me in Las Vegas)
- 1956: Der Mann im grauen Flanell (The Man in the Gray Flannel Suit)
- 1956: Mord in der Sierra Nevada (A Strange Adventure)
- 1956: Fliegende Untertassen greifen an (Earth vs. the Flying Saucers)
- 1956: The First Traveling Saleslady
- 1956: Die zehn Gebote (The Ten Commandments)
- 1956: Die 7. Kavallerie (7th Cavalry)
- 1956: Tolle Jungs im Einsatz (Dance with Me, Henry)
- 1956: Kelly and Me
- 1957: Ich ritt für Jesse James (Hell’s Crossroads)
- 1957: Beginning of the End
- 1957: Pal Joey
- 1958: Männer, die in Stiefeln sterben (Man from God’s Country)
- 1958: Im Dschungel der Großstadt (Johnny Rocco)
- 1959: Der unsichtbare Dritte (North by Northwest)
- 1959: Der Herrscher von Kansas (The Jayhawkers!)
- 1960: Meisterschaft im Seitensprung (Please Don’t Eat the Daisies)
- 1961: 1000 Meilen bis Yokohama (A Majority of One)
- 1963: Eine kitzlige Sache (A Ticklish Affair)
- 1971: Die Millionen-Dollar-Ente (The Million Dollar Duck)

### Fernsehserien
- 1952–54: Cavalcade of America (3 Folgen)
- 1952–55: The Lone Ranger (4 Folgen)
- 1953: The Cisco Kid (2 Folgen)
- 1953–57: The George Burns and Gracie Allen Show (16 Folgen)
- 1954: Ihr Star: Loretta Young (Letter to Loretta, Folge 1x23)
- 1954: Rocky Jones, Space Ranger (Folge 1x07)
- 1954: Topper (2 Folgen)
- 1954: Waterfront (4 Folgen)
- 1954–55: Kleine Spiele aus Übersee (Fireside Theater, 4 Folgen)
- 1955–70: The Red Skelton Show (15 Folgen)
- 1956: Vater ist der Beste (Father Knows Best, Folge 2x25)
- 1957: I Love Lucy (Folge 6x15)
- 1957: Sugarfoot (Folge 1x06)
- 1957–60: Perry Mason (8 Folgen)
- 1958: State Trooper (Folge 2x40)
- 1958: Zorro (4 Folgen)
- 1959: Westlich von Santa Fé (The Rifleman, Folge 1x16)
- 1958–59: Wyatt Earp greift ein (The Life and Legend of Wyatt Earp, 2 Folgen)
- 1958–62: Erwachsen müßte man sein (Leave It To Beaver, 3 Folgen)
- 1958–62: Bronco (3 Folgen)
- 1959–62: Tausend Meilen Staub (Rawhide, 5 Folgen)
- 1959,63: 77 Sunset Strip (2 Folgen)
- 1959–63: Die Unbestechlichen (The Untouchables, 20 Folgen)
- 1960: Der Texaner (The Texan, Folge 2x37)
- 1960: Dezernat M (M Squad, Folge 3x37)
- 1960: Am Fuß der blauen Berge (Laramie, Folge 2x11)
- 1960–62: Im Wilden Westen (Death Valley Days, 3 Folgen)
- 1960–62: Wagon Train (3 Folgen)
- 1961–62: Heute Abend Dick Powell (The Dick Powell Show, 2 Folgen)
- 1961–62: Pete and Gladys (3 Folgen)
- 1961–65: Mr. Ed (Mister Ed, 5 Folgen)
- 1962: The Real McCoys (Folge 6x09)
- 1962–66: The Beverly Hillbillies (13 Folgen)
- 1963–65: The Joey Bishop Show (3 Folgen)
- 1964: The Munsters (Folge 1x01)
- 1964: The Addams Family (Folge 1x11)
- 1965: Kentucky Jones (Folge 1x22)
- 1965: Laredo (Folge 1x13)
- 1966: Privatdetektivin Honey West (Honey West, Folge 1x28)
- 1966: Verrückter wilder Westen (The Wild Wild West, Folge 2x05)
- 1966: Pistolen und Petticoats (Pistols ’n Petticoats, Folge 1x14)
- 1967: It’s About Time (3 Folgen)
- 1968: Verliebt in eine Hexe (Bewitched, 2 Folgen)
- 1969: Der Chef (Ironside, Folge 3x06)
- 1973: Kung Fu  (Folge 1x10)